# 共鳴 (SixTONESの曲)
「共鳴」（きょうめい）は、SixTONESの楽曲。同グループの6枚目のシングルとして、Sony Music Labelsから2022年3月2日に発売。

## リリース
表題曲「共鳴」は読売テレビ・日本テレビ系テレビアニメ『半妖の夜叉姫』弐の章1月クールオープニングテーマ。

### プロモーション
2021年12月5日に行われた2ndアルバム『CITY』のプロモーション『SixTONES broadcaST 「666 CITY liSTning」 〜今年もアルバム"ほぼ"全曲解禁します〜』の終盤にて「共鳴」の一部音源とタイアップ情報が解禁された。
ライブツアー『Feel da CITY』の横浜・1月4日公演にて、サプライズで「共鳴」を初披露。その後、同月15日に本作のリリースを発表。
2月4日にはMVを公開。5thシングル『マスカラ』のカップリング曲「フィギュア」のMVや、『CITY』の収録曲でメンバーの松村北斗と髙地優吾によるユニット曲「真っ赤な嘘」のMVを手掛けたえむめろが監督を務めている。振付は『CITY』のリード曲「Rosy」などを手掛けたGANMIが担当。
初回盤B・通常盤のカップリング曲「FASHION」は、1月22日放送の『SixTONESのオールナイトニッポンサタデースペシャル』（ニッポン放送）にて音源を初解禁。2月18日にMVが公開された。
5thシングル『マスカラ』に引き続き、『PLAYLIST -SixTONES YouTube Limited Performance-』として「共鳴」を3月1日に、「Gum Tape」を3月4日に公開。これらはソニーPCLが新設した「清澄白河BASE」のバーチャルプロダクションスタジオにて、一般公開としては初の映像作品として撮影が行われた。

### 特典
- 先着特典 - A5サイズクリアファイル（形態別の全3種）[14]
- 封入特典 - 購入者限定ムービー『僕たち今日命名致します!』視聴用シリアルコード（形態別の全3種・2022年3月1日 - 4月28日まで視聴可能）[15]

## 収録内容

### CD

#### 初回盤A
1. 共鳴 [3:45]
作詞・作曲：佐伯youthK、編曲：Naoki Itai / 佐伯youthK
  - 読売テレビ・日本テレビ系テレビアニメ『半妖の夜叉姫』弐の章1月クールオープニングテーマ
2. Waves Crash [4:04]
作詞：ONIGASHIMA、作曲：Scott Russel Stoddart / Mark Angelico Thomson、編曲：Scott Russel Stoddart

#### 初回盤B
1. 共鳴
2. FASHION [3:11]
作詞：TSUGUMI、作曲：Sebastian Thott / Didrik Thott、編曲：Sebastian Thott

#### 通常盤
1. 共鳴
2. FASHION
3. Gum Tape [4:08]
作詞：uno blaqlo / 51Black Rat、作曲・編曲：uno blaqlo
4. マスカラ -Emotional Afrobeats Remix- [3:50]
作詞・作曲：Daiki Tsuneta、編曲：TOMOKO IDA
5. 共鳴 -Instrumental- [3:44]

### DVD

#### 初回盤A
1. 共鳴 -Music Video-
2. 共鳴 -Music Video Making-
3. 共鳴 -Dance Performance Only ver.-

#### 初回盤B
1. FASHION -Music Video-
2. FASHION -Music Video Making-
3. FASHION -Music Video Solo Movie-

## チャート成績
3月8日発表の「オリコン週間シングルランキング」では初週売上40.0万枚を記録して1位となり、前作『マスカラ』に続き5作連続1位を獲得。また、「オリコン週間シングルランキング」において男性アーティスト史上9組目の5作連続初週売上30万枚超えとなった。
Billboard JAPAN集計の「JAPAN HOT 100」では、CDセールス、ルックアップ、ラジオの3指標で1位を獲得し、デビューシングルから6作連続の総合首位となった。